# Lâu đài Krásna Hôrka
Lâu đài Krasnna Horka (tiếng Slovak: Hrad Krásna Hôrka, tiếng Hungary: Krasznahorka vára) là một lâu đài ở Slovakia, được xây dựng trên một đỉnh đồi nhìn xuống ngôi làng Krasnohorske Podhradie gần Roznava, thuộc Vùng Kosice. Lần đầu tiên được ghi nhận về lâu đài là vào năm 1333. Năm 1961 Krásna Horka được chỉ định là Di tích văn hóa quốc gia của Cộng hòa Slovak. Nó được cho là một trong những lâu đài được bảo tồn tốt nhất của đất nước. Vào ngày 10 tháng 3 năm 2012, lâu đài đã bị hư hại nặng nề bởi hỏa hoạn.

## Thư viện ảnh

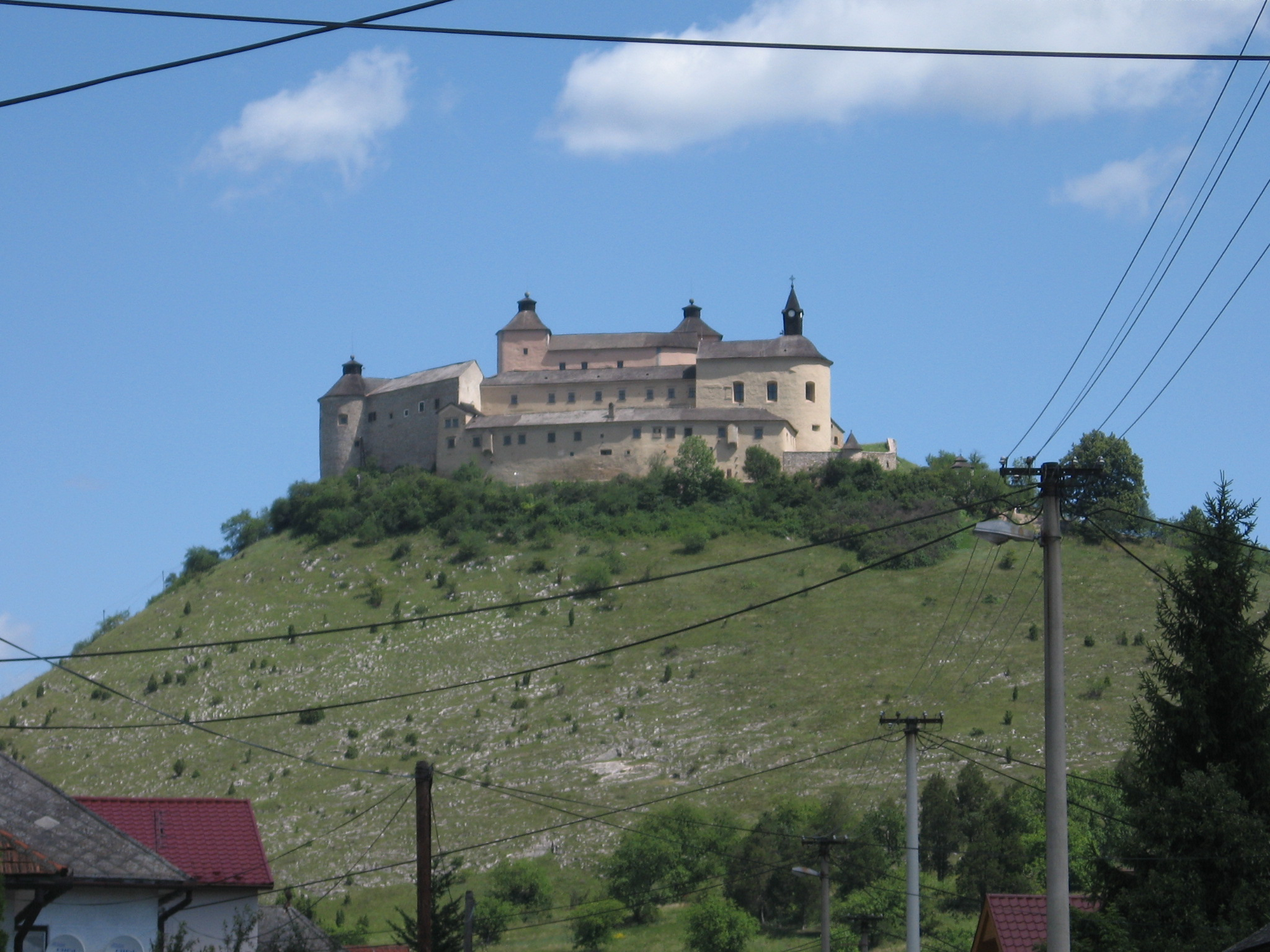
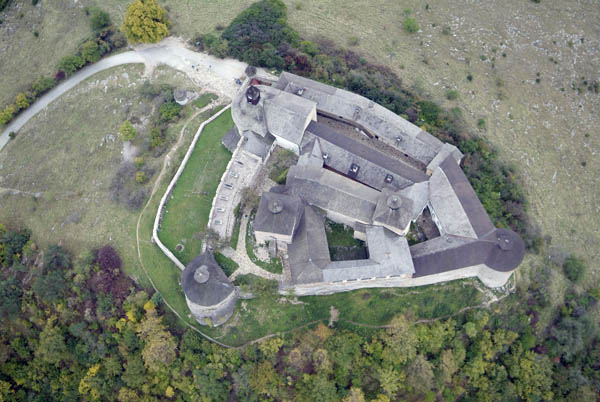
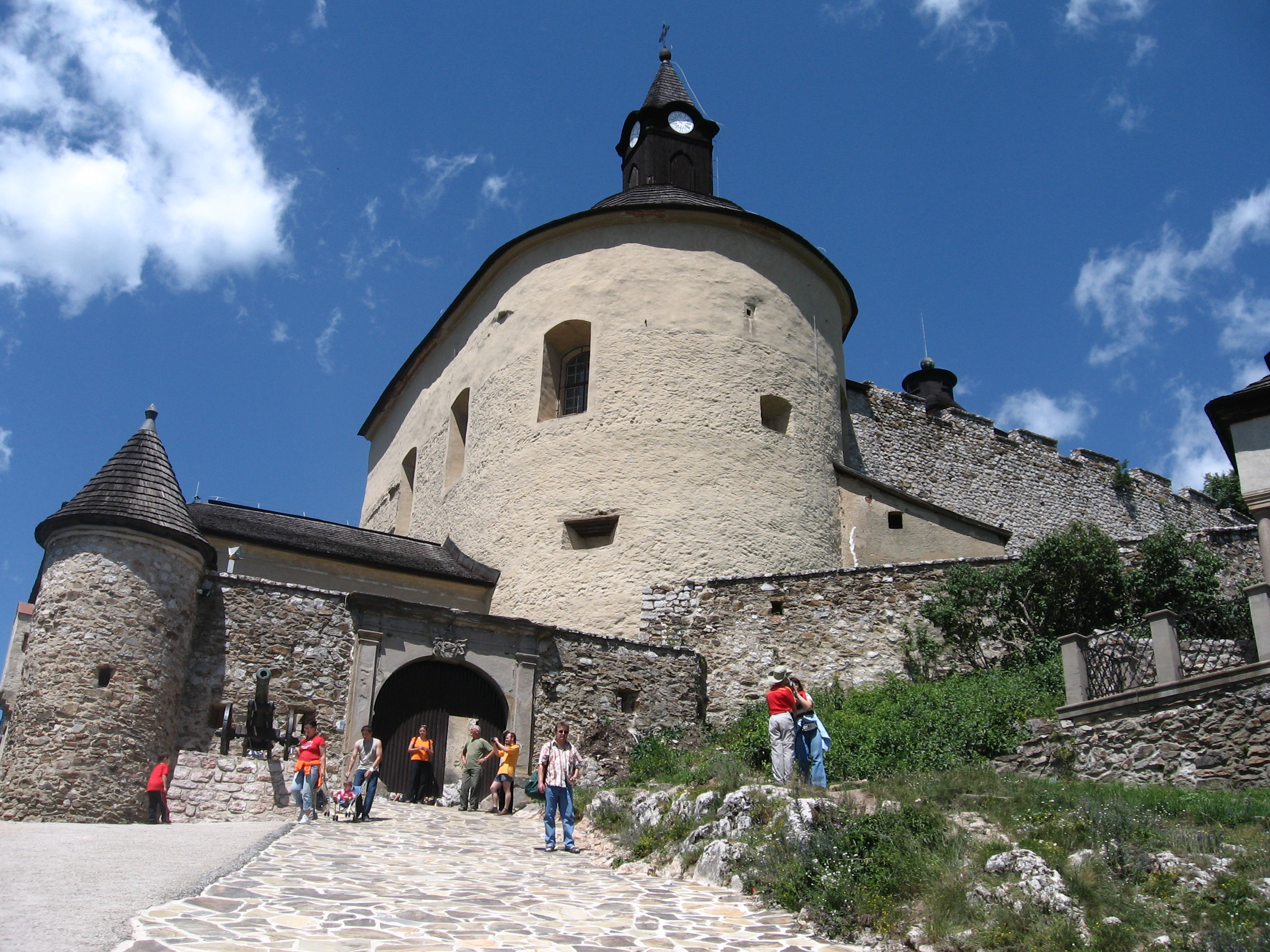
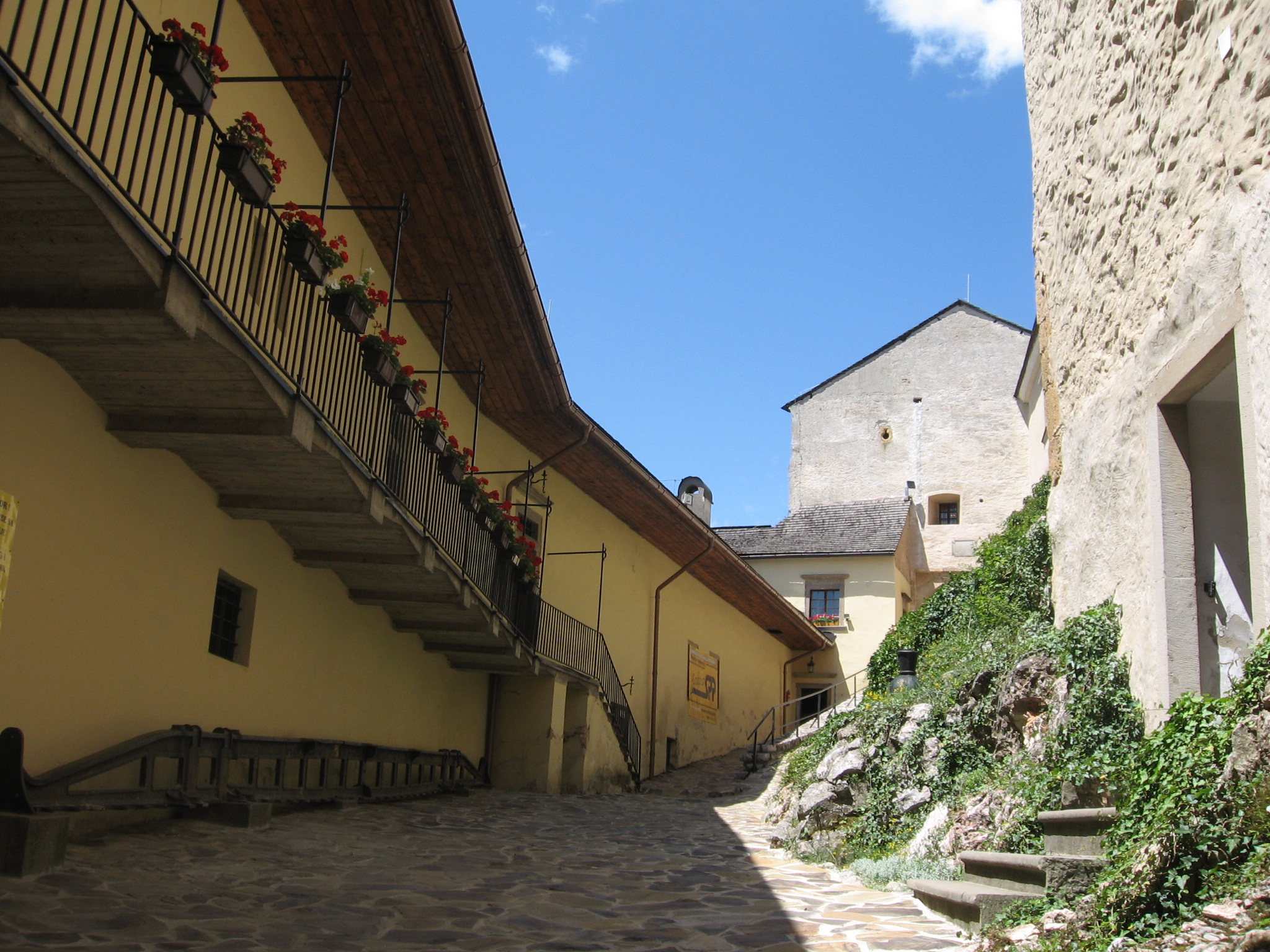
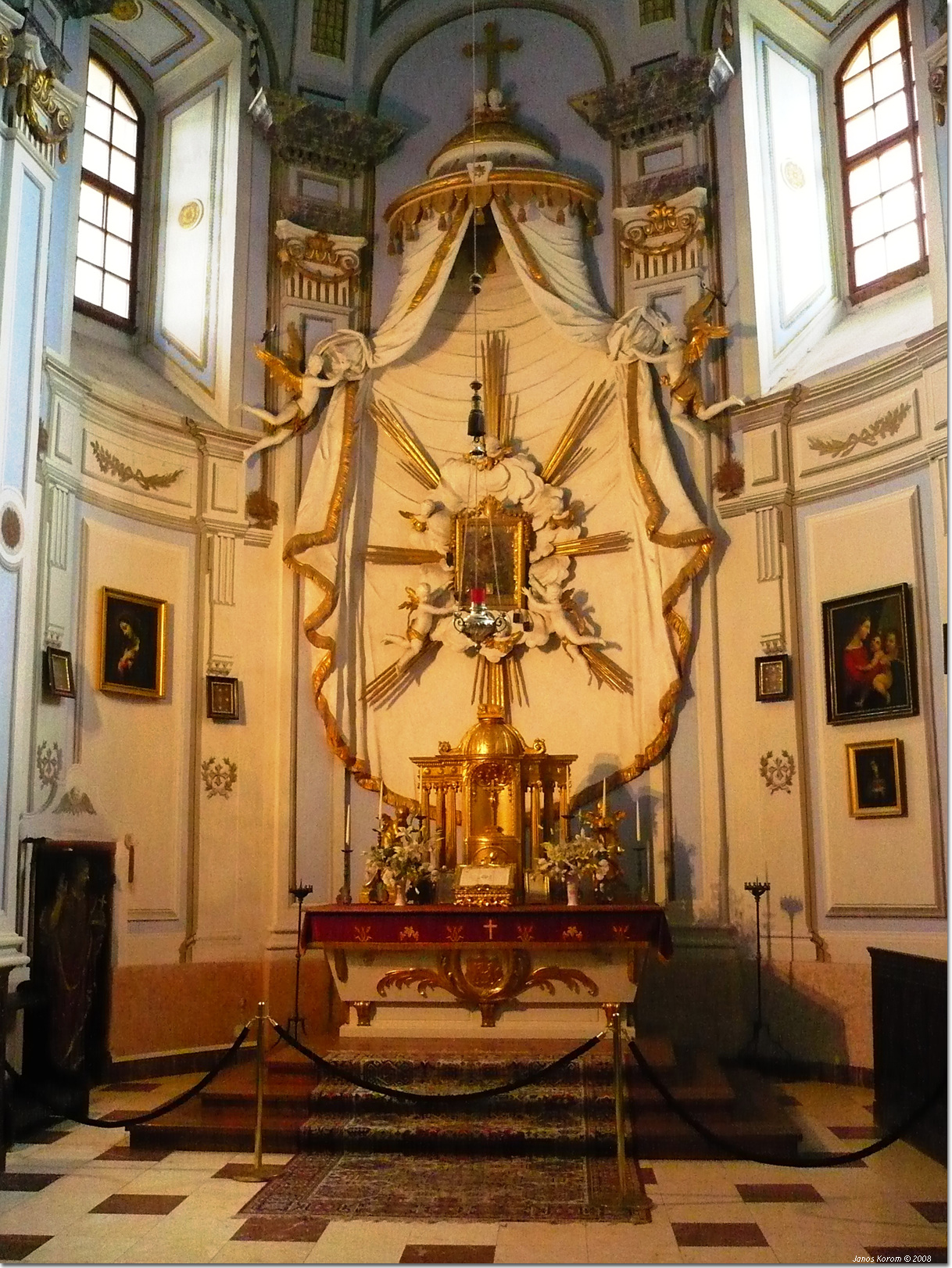
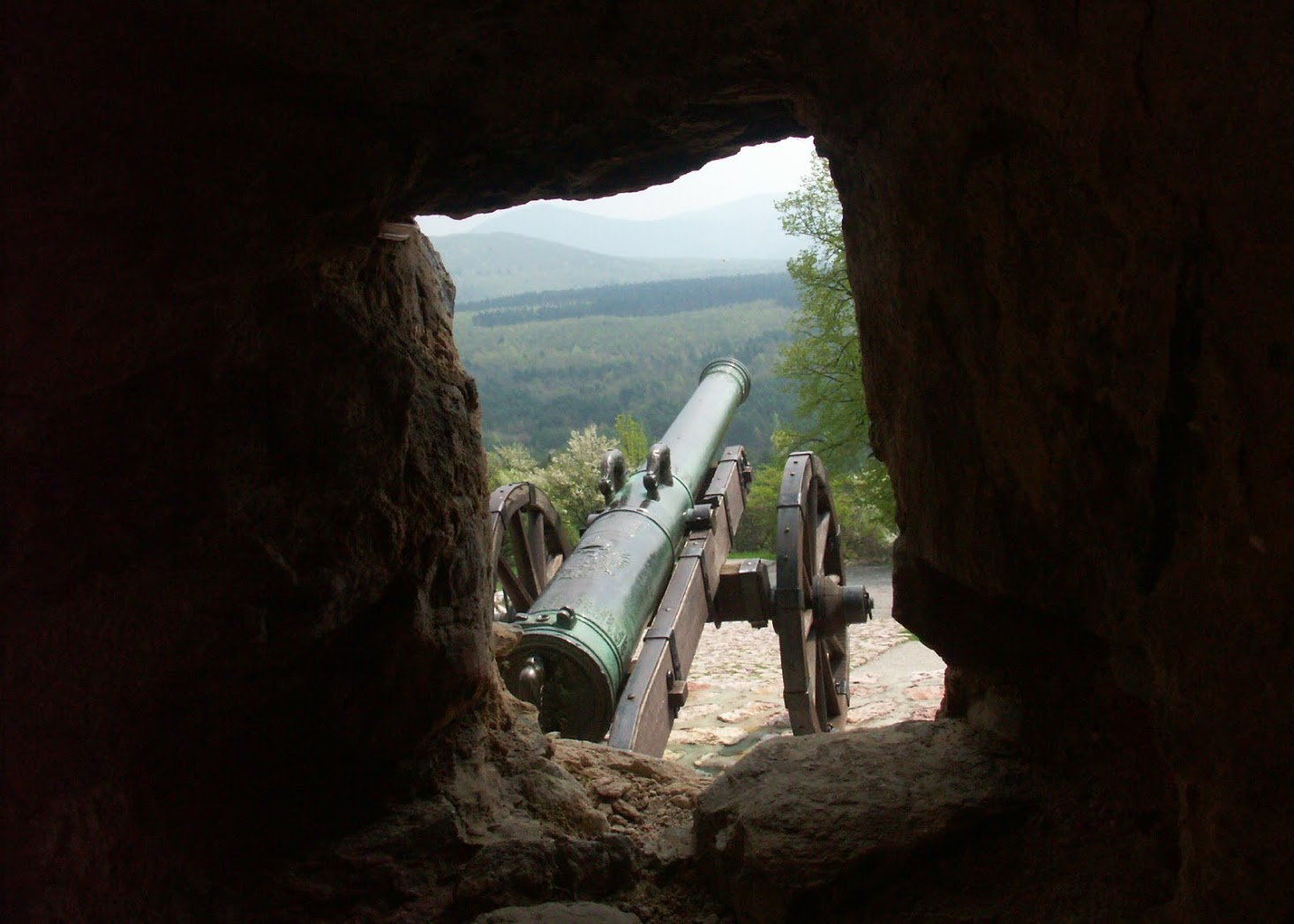
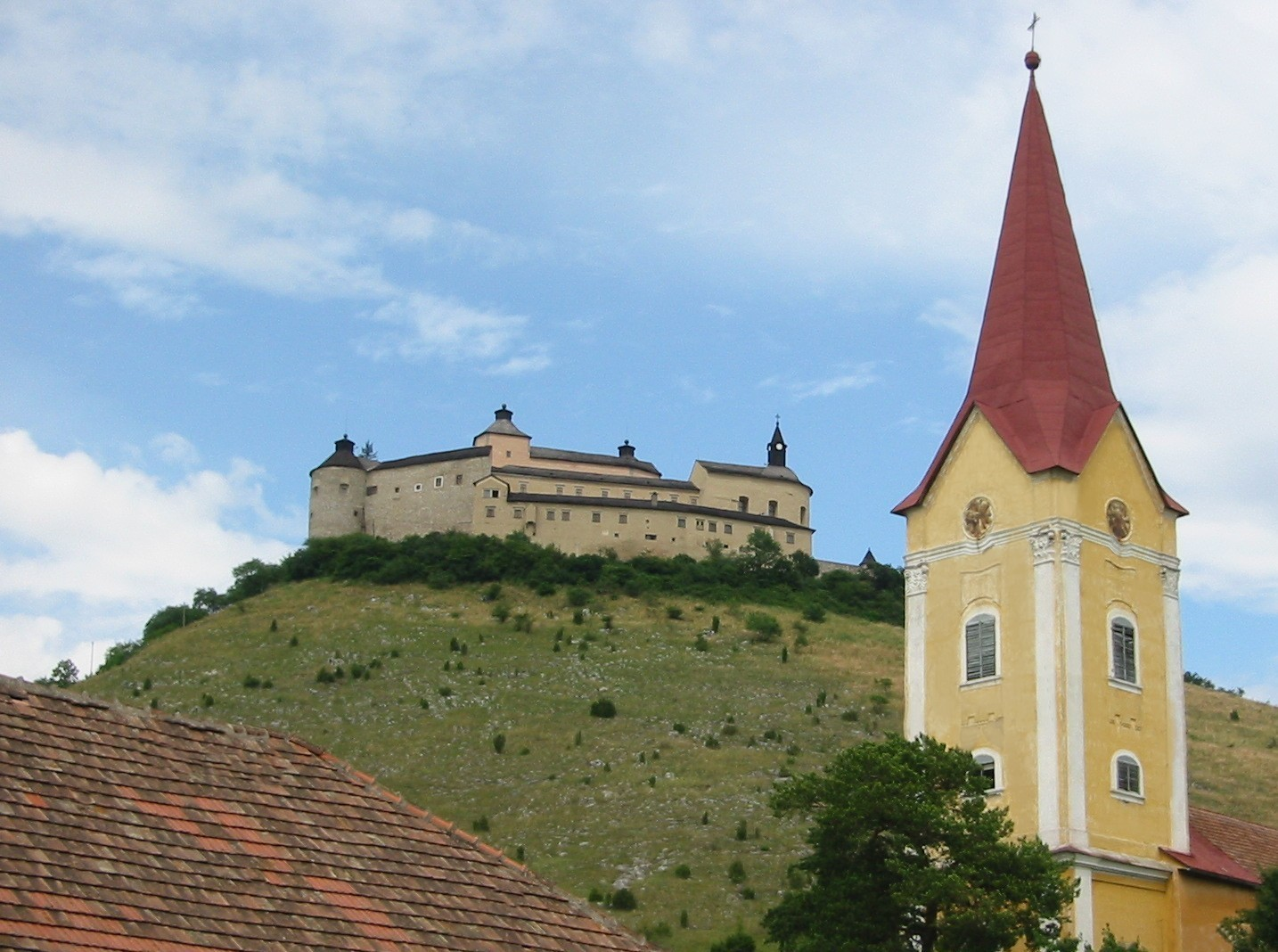
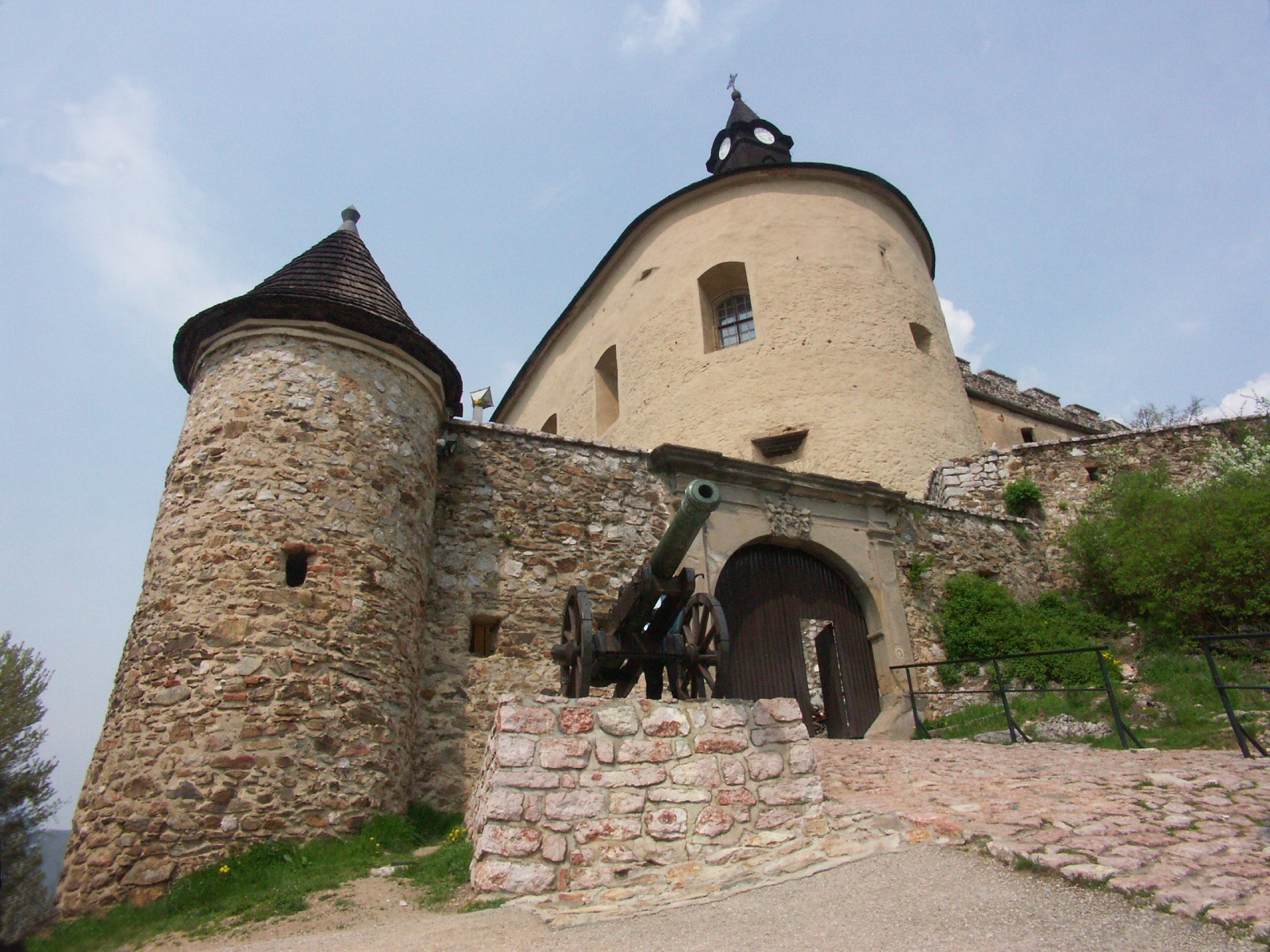
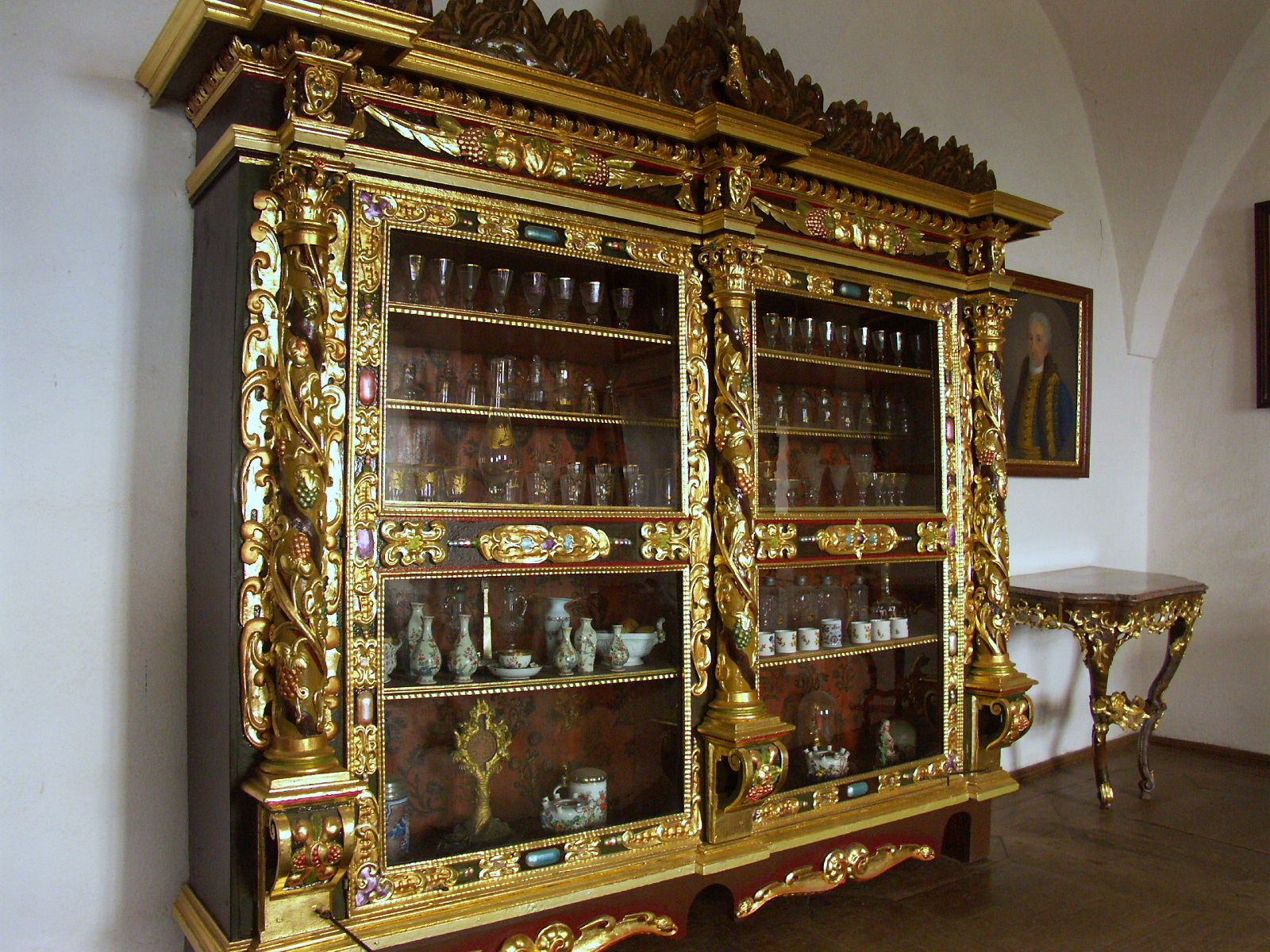
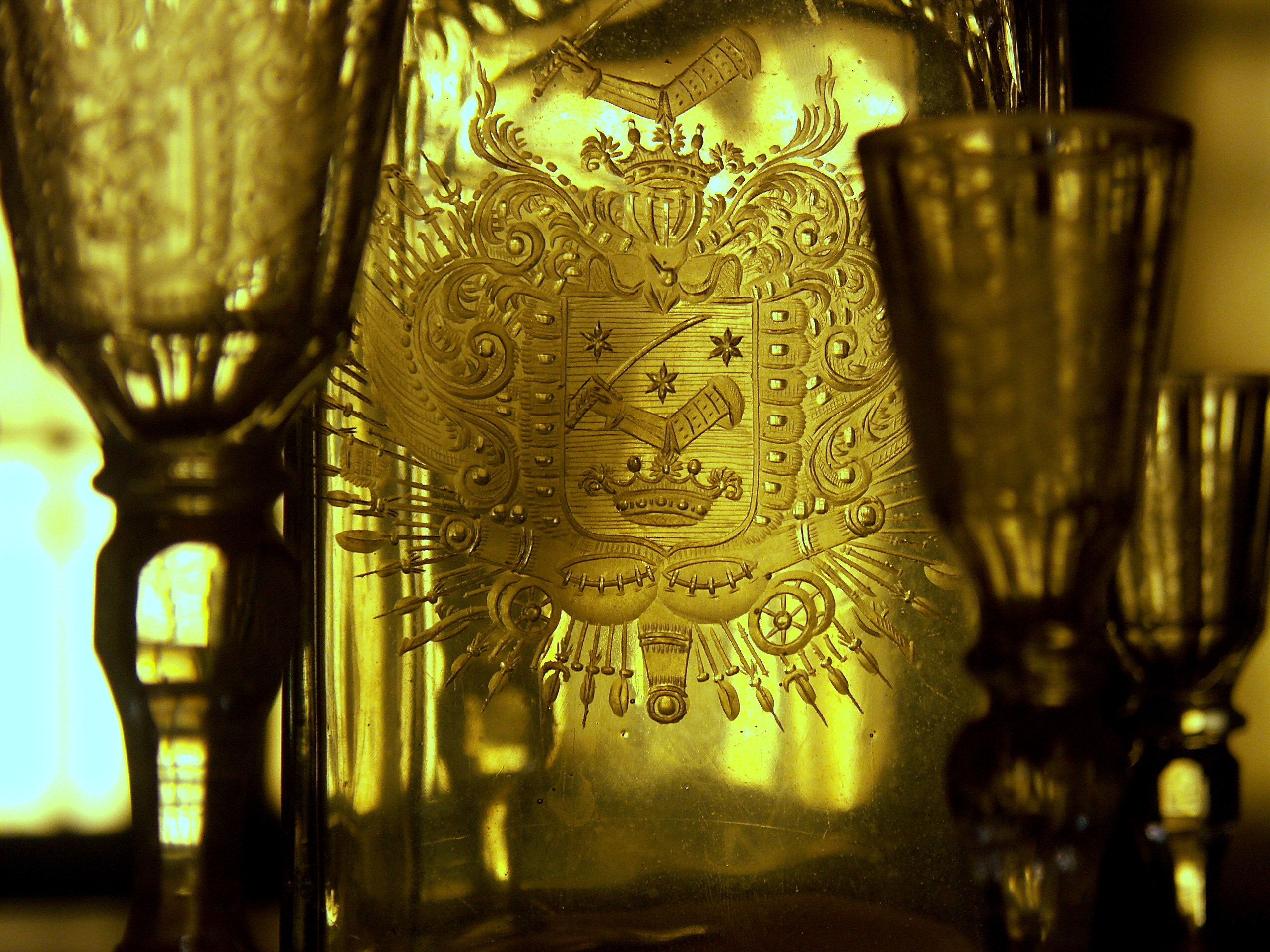
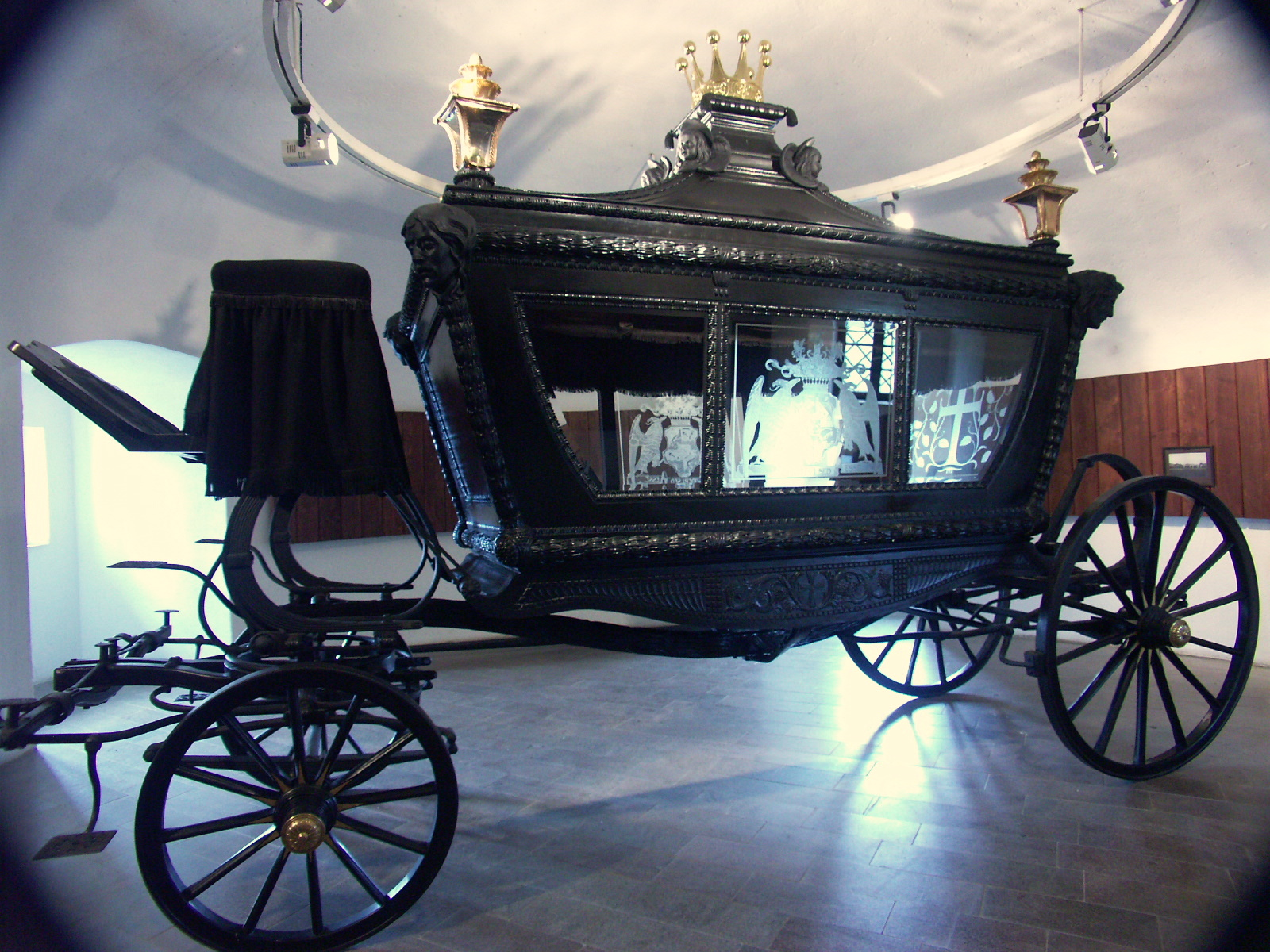
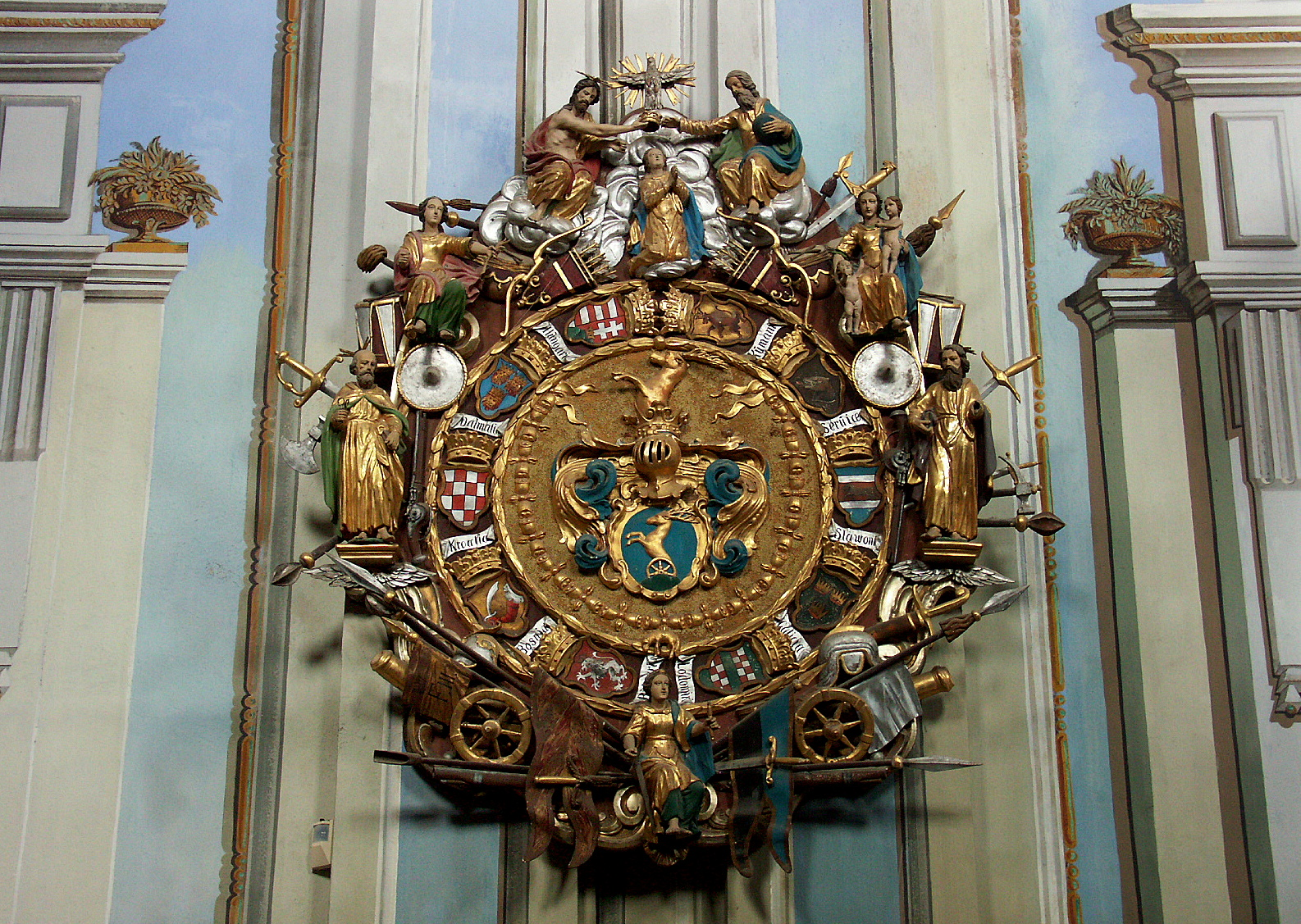

## Từ nguyên
Tên có nghĩa là"một ngọn núi đẹp"(tiếng Slovak: krásna - đẹp, hôrka - một ngọn núi nhỏ).

## Lịch sử
Lâu đài được xây dựng vào thế kỷ 13 bởi anh em nhà Ákos  Gia đình Ákos (sau này đổi tên thành Bebek) sống ở Krásna Hôrka từ giữa thế kỷ 13 đến 1566, ngoài một thời gian ngắn khi gia đình Mariássy nắm quyền kiểm soát lâu đài. Năm 1578, lâu đài được chuyển sang tay của Péter Andrássy [người Hungary] và vẫn thuộc sở hữu của gia đình Andrássy cho đến năm 1918.
Trong năm 2010 và 2011, lâu đài đã trải qua quá trình cải tạo và được mở cửa trở lại vào tháng 4 năm 2011.

## Hỏa hoạn năm 2012
Vào ngày 10 tháng 3 năm 2012, lâu đài đã bị hư hỏng nặng do hỏa hoạn. Tòa nhà lâu đài bị thiệt hại trên diện rộng. Mái nhà, khu vực triển lãm trong cung điện gothic và tháp chuông đã bị phá hủy hoàn toàn. Ba cái chuông trong tháp chuông đã bị tan chảy bởi sức nóng. Ban đầu, người ta cho rằng nhiều cổ vật lịch sử của tòa nhà đã bị phá hủy.